# Алжирський буджу

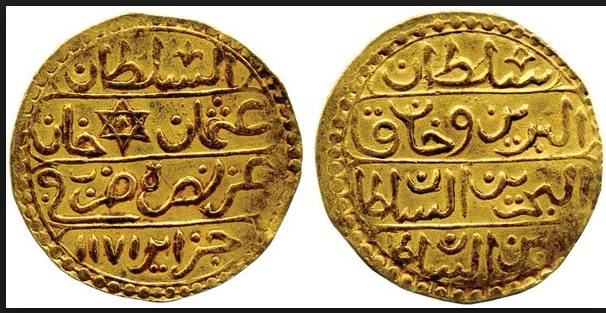
Алжирська монета 1700 року

Буджу (англ. Budju) — грошова одиниця Алжиру під час перебування країни у складі Османської імперії; поділялась на 24 мазун («mazuna»), 48 харубів («kharub»), 696 асперів («aspers»). У цей період випускалися монети з міді, білона (низькопробне срібло), срібла та золота.
На початку ХІХ століття в обігу були мідні монети номіналом 2 і 5 асперів, білоновий 1 харуб, срібні 3, 4, 6, 8 і 12 мазун, 1 і 2 буджу, та золоті ¼, ½ і 1 султані.
Алжирський франк у 1848 році (після окупації країни Францією) замінив буджу.